# 伊東市民病院
伊東市民病院（いとうしみんびょういん、英語: Ito Municipal Hospital）は、静岡県伊東市にある医療機関。伊東市病院事業の設置等に関する条例（平成12年3月28日伊東市条例第35号）により設置され、指定管理者として公益社団法人地域医療振興協会が伊東市より運営を受任する病院である。エイズ治療拠点病院の指定を受ける。

## 沿革
- 2001年（平成13年）
  - 3月1日 - 国立東静病院（現・国立病院機構静岡医療センター）と統合した国立伊東温泉病院の移譲を受けた伊東市が開設（伊東市は管理を社団法人地域医療振興協会に委託、公設民営型で運営）。
- 2002年（平成14年） 
  - 新病院移転先として、伊東スタジアム跡地を取得。
  - 小児科の常勤医師が2人体制となる。
- 2004年（平成16年）
  - 4月1日 - 臨床研修病院指定となる。
- 2008年（平成20年）
  - 11月17日 - 日本医療機能評価機構の認定を受ける。
- 2010年（平成22年）
  - 11月 - 新病院建設工事着工。
- 2012年（平成24年）
  - 11月 - 新病院竣工。所在地:岡196-1。
- 2013年（平成25年）
  - 3月1日 - 新病院開院。新病院開院に伴い、市立伊東市民病院から伊東市民病院へ名称を変更。
- 2014年（平成26年）
  - 3月31日 - 災害拠点病院の指定を受ける。

## 診療科
- 内科
- 消化器内科
- 循環器内科
- 内分泌代謝内科
- 心療内科
- 外科
- 整形外科
- 脳神経外科
- 小児科
- 泌尿器科
- 産婦人科
- 耳鼻咽喉科
- 眼科
- 皮膚科
- リハビリテーション科
- 麻酔科
- 放射線科
  - 2013年（平成25年）3月1日現在、17診療科である。

## 医療機関の指定等
- 保険医療機関
- 救急告示医療機関
- 労災保険指定医療機関
- 指定自立支援医療機関（精神通院医療）
- 身体障害者福祉法指定医の配置されている医療機関
- 生活保護法指定医療機関
- 結核指定医療機関
- 戦傷病者特別援護法指定医療機関
- 原子爆弾被害者医療指定医療機関
- 原子爆弾被害者一般疾病医療取扱医療機関
- 公害医療機関
- 臨床研修指定病院（管理型・協力型）
- 臨床修練指定病院
- エイズ治療拠点病院
- 静岡県災害拠点病院
- 特定疾患治療研究事業委託医療機関
- DPC対象病院
- 小児慢性特定疾患治療研究事業委託医療機関

## 施設の老朽化による移転

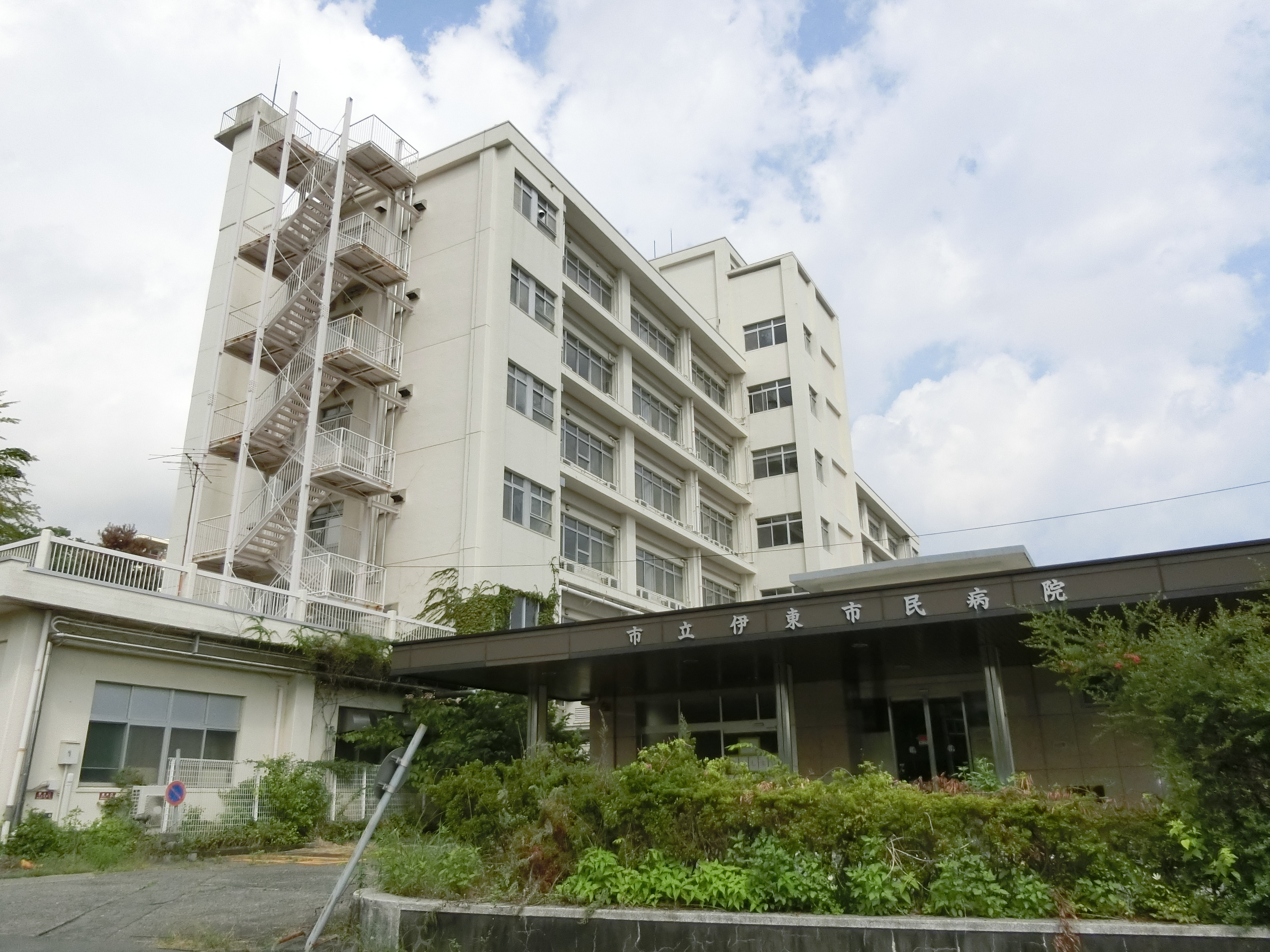
旧病院

前身の国立伊東温泉病院から使用されてきた旧病院の建物は国立病院時代に増築工事を行っていて、X線棟、病棟・サービス棟、外来診療棟と分かれており、X線棟は1961年（昭和36年）完成、病棟・サービス棟は1967年（昭和42年）完成、外来診療棟は1969年（昭和44年）9月に完成しているが、すべての棟は築40年以上経過しており、建物の老朽化や土地が手狭など開院当時から様々な問題があったため、2013年（平成25年）3月1日に新病院の移転が決定した。
 新病院移転までの経緯 
- 2002年（平成14年） - 旧伊東スタジアム跡地を移転先として取得した。
- 2010年（平成22年）11月 - 新病院建設着工。
- 2012年（平成24年）11月 - 新病院竣工。鉄筋コンクリート造、地上5階建て、延床面積18,628m、敷地面積21,956m。
- 2013年（平成25年）3月1日 - 旧病院（鎌田:222）から新病院（岡:196-1）に移転し、開院。
  - 新病院開院後の旧病院の跡地の利用方法は長らく未定であったが、市民病院職員住宅の建設に向けて2016年（平成28年）1月から外来診療棟の解体を開始する。2016年（平成28年）7月より外来診療棟跡地に職員住宅建設が着工し、2017年（平成29年）3月に完成。X線棟、病棟・サービス棟は2019年（令和元年）12月頃より解体を開始している。解体後の跡地予定は未定である。

## 周辺の施設
- 伊東市介護老人保健施設 みはらし
  - みはらしは市民病院と同じ、地域医療振興協会が運営を受託している。
- 老人ホーム サンリッチ伊東
- 国立障害者リハビリテーションセンター自立支援局伊東重度障害者センター（国立保養所）

## 交通アクセス
- 最寄のバス停は伊東市民病院。所要時間は伊東駅から約11分、南伊東駅から約5分、修善寺駅から約44分、伊豆高原駅から約46分。

| 運行事業者       | 系統番号 | 路線名                     | 主要経由地                     | 行先       | 備考                                     |
| ---------------- | -------- | -------------------------- | ------------------------------ | ---------- | ---------------------------------------- |
| 東海バス（伊東） | I41      | 市民病院・修善寺線         | 伊東温泉                       | 伊東駅     | 伊豆市・伊東市自主運行路線               |
| 東海バス（伊東） | I56      | 荻線                       | 暖香園                         | 伊東駅     | 平日のみ運行                             |
| 東海バス（伊東） | I41      | 市民病院・修善寺線         | 鎌田・観光荘・冷川・八幡・年川 | 修善寺駅   | 伊豆市・伊東市自主運行路線               |
| 東海バス（伊東） | I56      | 荻線                       | 城山町・荻車庫                 | かどの球場 | 平日のみ運行                             |
| 東海バス（伊東） | I76      | 伊東市民病院～伊豆高原駅線 | 荻・一碧湖                     | 伊豆高原駅 | 伊東市自主運行路線 平日午前中1便のみ運行 |

- 伊豆急行線 南伊東駅下車、徒歩7分。
  - 高台にあるため、病院はバスかタクシーの利用を推奨している。

伊東市民病院 交通アクセスも参照。

## 関連頂目
- 国立伊東温泉病院
- 地域医療振興協会
- 国立病院・国立療養所の一覧